# ムスタファ・サイード
ムスタファ・サイード（Mustafa Saed）は、アメリカ合衆国のプロレスラー。
本名：ジャマール・ムスタファ（Jamal Mustafa、出生名：Terrance Ladd Blalock）。ジョージア州アトランタ出身のアフリカ系アメリカ人。

## 来歴

### キャリア初期
1992年、WCWに入団してムスタファ・サイード（Mustapha Saed）のリングネームで活動を開始。1993年1月より出場機会が増えるがジョバーとしての出番が大半であり4月にWCWより解雇となった。
1994年5月、ジム・コルネットが主宰するSMW（Smoky Mountain Wrestling）に入団。生涯の名パートナーとなるニュー・ジャックと出会い、荒くれ者集団ギミックであるザ・ギャングスターズ（The Gangstas）なるタッグチームを結成。名実共に実績のあるロックンロール・エクスプレス（リッキー・モートン & ロバート・ギブソン）を相手に抗争を繰り広げて10月にSMWタッグ王座を獲得した。

### ECW
1995年、SMWが崩壊した事により6月にニュー・ジャックと共にECWへ移籍。7月1日のPPVであるHardcore Heaven 1995にてムスタファ（Mustafa）のリングネームで初登場し、パブリックエネミー（ロッコー・ロック & ジョニー・グランジ）と対戦するが敗戦。しかし15日のHeat Wave 1995でスティールケージマッチを行い勝利するが事態を収拾できず抗争へと発展した。
1996年5月よりジ・イリミネーターズ（ペリー・サターン & ジョン・クローナス）とECW世界タッグ王座
を巡り抗争を展開。8月3日のThe Doctor Is InにてECW世界タッグ王座争奪4wayイリミネーションタッグマッチを行い勝利してベルトを奪取した。王座戴冠後、ギャングスターズのオマージュであるサモアン・ギャングスタ・パーティー（マック・ダディ・ケイン & サミー・ザ・シルク）を相手に短期抗争するが力の差を見せつけた。サモアン・ギャングスタ・パーティーとの抗争後はイリミネーターズ、ダッドリー・ボーイズ（ババ・レイ・ダッドリー & ディーボン・ダッドリー）と再びベルトを巡って抗争。1997年7月19日、Heat Wave 1997にてECW世界タッグ王座を保持するダッドリー・ボーイズにスティールケージマッチで勝利し2度目の王座を戴冠。しかし故障により長期離脱する事になりベルトを返上した。
1999年2月12日、Crossing The Line 1999にて復帰し、ダッドリー・ボーイズと対戦するがニュー・ジャックを裏切り確執を生んで抗争へと発展。ニュー・ジャックとは凶器使用や場外で観客を巻き込んだ殴り合いを展開した。2000年4月、初来日を果たし大日本プロレスに参戦。ワールドエクストリームカップ2000のAブロックにエントリーするが予選敗退となった。

### インディー団体
2001年、ECW崩壊後にリングネームをムスタファ・サイードへと戻してプエルトリコでカルロス・コロンが主宰するWWC（World Wrestling Council）に参戦するが10月26日の試合を以ってセミリタイアとなる。2008年5月24日、XPW（Xtreme Pro Wrestling）にて行われたECWリユニオンショーであるCold Day in Hellにニュー・ジャックと10年ぶりとなるギャングスターズを再結成。ウェストサイドNGZ（ビッグ・ロット & クロニック）を相手に勝利した。
2010年8月8日、TNAにて開催されたECWリユニオンショーであるHardcore Justice 2010にてニュー・ジャックとのコンビで登場。試合後のチーム3Dを急襲した。
2011年2月よりプロレスに本格的に復帰。APW（All Pro Wrestling）やSWF（Sacramento Wrestling Federation）といったカリフォルニア州を拠点とするインディー団体に参戦。2012年6月30日、Extreme Risingにて再びギャングスターズを再結成し、後継タッグともいえるブラックアウト（ラッカス & ブラック・ジーズ）と対戦して勝利した。2013年12月7日、ウィスコンシン州を拠点とするGLCW（Great Lakes Championship Wrestling）にてトニー・スカーポーンと組んでGLCWタッグ王者チームであるデモリッション（アックス & スマッシュ）と対戦するがベルトを奪取するに至らなかった。

## 得意技
- ウォーキング・パワースラム

フィニッシャー。
- バックパック・スタナー

## 獲得タイトル
ECW
- ECW世界タッグ王座 : 2回

w / ニュー・ジャック
WWC
- WWCプエルトリコヘビー級王座 : 1回
- WWC世界TV王座 : 1回
- WWCタッグ王座 : 1回

w / ラスタマン
他、アメリカのインディー団体を中心に多数のタイトルを獲得。

## 入場曲
- Gangster's Paradise
- Murder Was The Case
- Natural Born Killaz
- C.R.E.A.M (Radio Edit)